# Амабиле, Элзира
Элзира Полонио Амабиле (порт. Elzira Polônio Amabile; 1897, Рио-де-Жанейро — 1973) — бразильская пианистка и музыкальный педагог. Жена Луиса Амабиле.
Окончила с золотой медалью Национальный институт музыки.
На протяжении десятилетий профессор фортепиано в Национальном институте музыки. Среди её учеников — Луис Энрике Сенисе, Соня Мария Виейра, Диана Каксо.
В 1967 г. стала одним из академиков-учредителей Национальной академии музыки (порт. Academia Nacional de Música), созданной по инициативе Жоанидии Содре.
Элзире Амабиле посвящена Сонатина № 1 для фортепиано Жозе Сикейры (1963), супругам Амабиле вместе — одна из частей Второй бразильской сюиты Оскара Лоренсо Фернандеса.